# Roeselia semicrema
Roeselia semicrema är en fjärilsart som beskrevs av Max Wilhelm Karl Draudt 1918. Roeselia semicrema ingår i släktet Roeselia och familjen trågspinnare. Inga underarter finns listade.